# جوناتان سوریا
جوناتان سوریا (انگلیسی: Jonatan Soria؛ زادهٔ ۲۵ اوت ۱۹۸۹) بازیکن فوتبال اهل آرژانتین است.